# Mazzè
Mazzè – miejscowość i gmina we Włoszech, w regionie Piemont, w prowincji Turyn.
Według danych na rok 2004 gminę zamieszkiwały 3973 osoby, 147,1 os./km².